# Terry Dolan (musicista)
Terry Dolan (New York, 5 agosto 1943 – Novato, 15 gennaio 2012) è stato un cantante, cantautore e chitarrista statunitense.

## Discografia
- Terry Dolan (1972)
- Wind Dancer (1981)
- Rising of the Moon (1982)
- Terry Dolan's Acoustic Rangers (1987)